# Leżnica (województwo warmińsko-mazurskie)
Leżnica (do 31 grudnia 2013 Leżnice) – wieś w Polsce położona w województwie warmińsko-mazurskim, w powiecie elbląskim, w gminie Pasłęk. Wieś jest siedzibą sołectwa Leżnica, w którego skład wchodzi również miejscowość Malinowo.
W latach 1975–1998 miejscowość administracyjnie należała do województwa elbląskiego.